# Acontia catenula
Acontia catenula is een vlinder van de familie van de uilen (Noctuidae). De wetenschappelijke naam van deze soort is voor het eerst voorgesteld als Euphasia catenula door Francis Walker in een publicatie uit 1865.
De soort komt voor in Oman, Iran, Pakistan en India.